# José Daniel Bernal
José Daniel Bernal García (Bogotá, 15 de marzo de 1973) es un exciclista de ruta colombiano.
En su palmarés se destaca una Vuelta a El Salvador y 4 victorias en el Tour de Guadalupe en donde comparte honores con su compatriota Flober Peña como máximos ganadores de la prueba.
En febrero de 2017 se informó que el ciclista, junto con otros 2 corredores, dio positivo por EPO Cera en el Tour de Guadalupe de 2016 y fue suspendido por la FFC hasta el año 2020.

## Palmarés
1992
- Vuelta a El Salvador[3]

1994
- 2 etapas de la Vuelta al Ecuador[4]

1995 
- Tour de Guadalupe

1997 
- 1 etapa de la Vuelta a Colombia

1999
- Tour de Guadalupe

2000
- Tour de Guadalupe

2002
- 1 etapa de la Vuelta a Guatemala

2003 
- Tour de Guadalupe, más 1 etapa

2005 
- 1 etapa del Tour de Guadalupe

2010
- Vuelta al Tolima, Colombia

## Equipos
- Pony Malta - Avianca (1995-1996)
- Petróleos de Colombia - Energía Pura (1997)